# Metazygia taman
Metazygia taman là một loài nhện trong họ Araneidae.
Loài này thuộc chi Metazygia. Metazygia taman được Herbert Walter Levi miêu tả năm 1995.